# 尾西雅博
尾西 雅博（おにし まさひろ）は、日本の人事院官僚。元駐ボツワナ特命全権大使。

## 人物・経歴
兵庫県出身。灘高等学校を経て、1975年東京大学法学部卒業、人事院事務総局入局。1981年ウィスコンシン大学大学院労使関係研究科修士課程修了、修士（人事管理・労使関係論）。2008年人事院事務総局人材局長。2010年人事院事務総局給与局長。2012年人事院事務総長。2014年駐ボツワナ共和国特命全権大使。2018年防衛省防衛人事審議会再就職等監視分科会委員、明光義塾講師。のち大正大学社会共生学部公共政策学科任期制教授。2023年、瑞宝重光章受章。

## 著作
- 『逐条 国家公務員法 全訂版』（森園幸男, 吉田耕三と共編著）学陽書房 2015年
- 『逐条 国家公務員法 第２次全訂版』（吉田耕三と共編）学陽書房 2023年